# Khavazh Isayevich Aushev
Bản mẫu:Eastern Slavic name
Khavazh Isayevich Aushev (tiếng Nga: Хаваж Исаевич Аушев; sinh ngày 9 tháng 7 năm 1997) là một cầu thủ bóng đá người Nga. Anh thi đấu cho F.K. Amkar Perm.
Anh ra mắt chuyên nghiệp tại Giải bóng đá chuyên nghiệp quốc gia Nga cho FC Angusht Nazran vào ngày 18 tháng 11 năm 2014 trong trận đấu với FC Astrakhan.
Anh là em trai của Apti Aushev.